# Beautifully Human: Words and Sounds Vol. 2
Beautifully Human: Words and Sounds Vol. 2 è il secondo album discografico in studio della cantante soul statunitense Jill Scott, pubblicato nel 2004.

## Tracce
1. Warm Up (Jill Scott, James Poyser) – 1:20
2. I'm Not Afraid (Scott, Omari Shabazz) – 3:26
3. Golden (Scott, Anthony Bell) – 3:52
4. The Fact Is (I Need You) (Scott, Pete Kuzma) – 4:38
5. Spring Summer Feeling (Scott, Raphael Saadiq, Kelvin Wooten) – 4:49
6. Cross My Mind (Scott, Darren Henson, Keith Pelzer) – 4:44
7. Bedda at Home (Scott, Carvin Haggins, Ivan Barias, Frank Romano, Johnnie Smith) – 4:22
8. Talk to Me (Scott, Poyser) – 4:44
9. Family Reunion (Scott, Haggins, Barias, George Kerr) – 5:13
10. Can't Explain (42nd Street Happenstance) (Scott, Poyser) – 4:39
11. Whatever (Scott, Ronald "PNutt" Frost) – 4:26
12. Not Like Crazy (Scott, Kuzma) – 3:58
13. Nothing (Interlude) (Scott, Andre Harris, Vidal Davis) – 1:29
14. Rasool (Scott, Harris, Davis, Barry White, Tom Brock, Robert Taylor) – 3:05
15. My Petition (Scott, Harris, Davis) – 4:12
16. I Keep/Still Here (Scott, Harris, Davis/Scott, Kuzma, Dave Manley) – 8:45

## Classifiche
| Classifica (2004)         | Posizione raggiunta |
| ------------------------- | ------------------- |
| Stati Uniti Billboard 200 | 3                   |